# Mont marí Ewing
El mont marí Ewing és una muntanya submarina situada al sud de l'oceà Atlàntic, davant la costa de Namíbia a l'alçada del Tròpic de Capricorn. el mont Ewing és part de la dorsal o cadena Walvis.

## Morfologia i batimetria
El mont marí Ewing té una forma irregular i una longitud màxima de 48,2 km en direcció E-W. Té una amplària màxima en la direcció NNW-SSE de 41,2 km. El cim està situat a una profunditat de 781,4 m, mentre que la profunditat fins a la base arriba als 3.000 m. A la base i en els vessants hi ha àrees de cons volcànics, i rases a la part central i més alta. Als vessants nord i oest hi ha marcats torrents d'esllavissament força inestables. Una important fractura ratlla el vessant occidental.